# Bürgermeisterei Borg
Die Bürgermeisterei Borg war eine von ursprünglich zwölf preußischen Bürgermeistereien, in die sich der 1816 neu gebildete Kreis Saarburg im Regierungsbezirk Trier verwaltungsmäßig gliederte. Von 1822 an gehörte sie zur Rheinprovinz. Der Verwaltung der Bürgermeisterei unterstanden vier, ab 1829 noch drei Gemeinden. Der Verwaltungssitz war im namensgebenden Ort Borg, heute Ortsteil der Gemeinde Perl im Landkreis Merzig-Wadern im Saarland. Die Bürgermeisterei Borg ging vor 1846 in der Bürgermeisterei Perl auf.

## Gemeinden und zugehörige Wohnplätze
Zur Bürgermeisterei Borg gehörten folgende Dörfer (Einwohnerzahlen Stand 1830):
- Besch mit der Hecken-Mühle und 685 Einwohnern
- Borg mit dem Hof Pillingen und 367 Einwohnern
- Wochern mit 270 Einwohnern
- Mandern mit Dermichermühl (nach Verzeichnis von 1818: 406 Ew.); 1829 an Frankreich abgetreten.

## Geschichte
Alle Ortschaften im Verwaltungsbezirk der Bürgermeisterei Borg gehörten vor 1795 zum luxemburgischen Quartier Remich und waren Teil der Meierei Remich. Nach dem Jahr 1792 hatten französische Revolutionstruppen die Österreichischen Niederlande, zu denen das Herzogtum Luxemburg gehörte, besetzt und 1795 in das französische Staatsgebiet eingegliedert. Bei der Einführung der damals neuen französischen Verwaltungsstruktur wurde Borg Verwaltungssitz der gleichnamigen Mairie im Kanton Remich des Departments der Wälder. Infolge der sogenannten Befreiungskriege wurde die Region 1814 zunächst einer österreichisch-bayerischen Verwaltung unterstellt, die Mairie in Bürgermeisterei umbenannt und vorläufig dem Kanton Saarburg im Departement der Saar zugeordnet. Dieser wurde anders als das übrige Gebiet des Linken Rheinufers auf dem Wiener Kongress (1815) zunächst Österreich zugeteilt. Im Zweiten Pariser Frieden trat Österreich mit Wirkung vom 1. Juli 1816 das Gebiet an das Königreich Preußen ab.
Unter der preußischen Verwaltung wurden im Jahr 1816 Regierungsbezirke und Kreise neu gebildet, linksrheinisch behielt Preußen in der Regel die Verwaltungsbezirke der französischen Mairies vorerst bei. Die Bürgermeisterei Borg entsprach insoweit der vorherigen Mairie Borg. Die Bürgermeisterei Borg gehörte zum Kreis Saarburg im Regierungsbezirk Trier und ab 1822 zur Rheinprovinz.
Vor 1846 wurde die Bürgermeisterei Borg aufgelöst, die drei zugehörenden Gemeinden wurden der Bürgermeisterei Perl zugeordnet.
Seit der Gebiets- und Verwaltungsreform im Saarland (1974) gehören die bis dahin eigenständigen Gemeinden zur Gemeinde Perl.